# خط قطار سايكيو
خط سايكيو او (باليابانية : 埼 京 線 ، Saikyō-sen) هو أحد خطوط شركة سكك حديد شرق اليابان . يمتد هذا الخط بين محطة اوساكي في شيناغاوا ومحطة اوميا في محافظة سايتاما. يحتوي هذا الخط على 19 محطة. افتتح هذا الخط عام 1985 وطول الخط هو 39,9 كيلومتر.